# Веснянка Шиллера
Веснянка Шиллера (лат. Capnopsis schilleri) — вид веснянок из семейства короткохвостых веснянок. Единственный представитель рода Capnopsis.

## Описание
Веснянки коричневой окраски и длиной тела от 3,5 до 4,5 мм. Самки чуть больше самцов. Переднеспинка с дуговидным передним краем, ширина её равна ширине головы. Среднегрудь в два раза длиннее заднегруди. Второй членик лапок укороченный. Крылья тёмные с коричневыми жилками, их размах от 9 до 14,5 мм. Передние крылья значительно длиннее задних. Личинки последней стадии развития длиной тела от 4,5 до 6,0 мм имеют длинные церки и усики до 3 мм. Тело в длинных тонких волосках. Окраска сверху тёмно-коричневая, снизу — светло-коричневая.

## Биология
Развитие происходит в реках с быстрым течением. В течение года развивается одно поколение. Яйца развиваются без диапаузы в течение 9—11 суток. Имаго летают с апреля по июнь.

## Классификация
Вид разделяют на три подвида
- Capnopsis schilleri archaica Zwick, 1984 — Кавказ
- Capnopsis schilleri  balcanica Zwick, 1984 — Балканский полуостров
- Capnopsis schilleri schilleri (Rostock, 1892)

## Распространение
Вид встречается преимущественно в Европе и Северной Африке (Тунис). Найден также в Иркутской области